# Kyōtango
Kyōtango (京丹後市, Kyōtango-shi) est une ville située dans la préfecture de Kyoto, sur l'île de Honshū, au Japon.

## Géographie

### Situation
Kyōtango est située dans le nord-ouest de la péninsule de Tango, au nord de la préfecture de Kyoto, au bord de la mer du Japon.

### Démographie
En mars 2024, la ville de Kyōtango comptait 50 569 habitants, répartis sur une superficie de 501,43 km2.
La ville est réputée pour abriter de nombreuses personnes centenaires.

### Hydrographie
La baie de Kumihama se trouve au nord-ouest de la ville.

### Climat
Kyōtango a un climat subtropical humide caractérisé par des étés chauds et humides et des hivers froids avec de fortes chutes de neige. La température annuelle moyenne est de 15,4 °C. Les précipitations annuelles moyennes sont de 1 899,1 mm, décembre étant le mois le plus humide.

## Histoire
La ville de Kyōtango a été créée en 2004 de la fusion des anciens bourgs de Mineyama, Omiya, Amino, Tango, Yasaka et Kumihama.
Des restes de pierres taillées du Paléolithique supérieur (40.000 - 16.000 BP) ont été trouvés à Kyōtango en 2020, notamment des morceaux d’obsidienne provenant des îles Oki (préfecture de Shimane).
Le séisme de 1927 à Tango a durement touché la région de la ville actuelle.

## Transports
La ville est desservie par la ligne Miyazu de la compagnie Kyoto Tango Railway.

## Base militaire
Un radar à bande X de l’armée américaine se trouve sur le territoire de Kyōtango. Il est utilisé pour la surveillance de missiles balistiques.

## Jumelage
La ville est jumelée avec Bozhou en Chine.